# Casa Botet
Casa Botet és una obra eclèctica de Sant Sadurní d'Anoia (Alt Penedès) inclosa a l'Inventari del Patrimoni Arquitectònic de Catalunya.

## Descripció
L'edifici està situat a la cantonada del carrer del Raval amb el carrer Josep Anselm Clavé. És una casa entre mitgeres de planta baixa, tres pisos i terrat. El seu interès és fonamentalment tipològic.

## Història
La Casa Botet, edificada dintre de l'eixample vuitcentista de Sant Sadurní en el sector del carrer del Raval, data del 1867, any que figura a la porta de l'edifici. Actualment, el sector es veu afectat per un procés de terciarització.